# Everhard III van Württemberg (graaf)
Everhard III (vermoedelijk in Stuttgart, na 1362 — Göppingen, 16 mei 1417), bijgenaamd de Milde was graaf van Württemberg van 1392 tot 1417.
Everhard III trouwde in 1380 met de Milanese gravin Antonia Visconti. Het enige overlevende kind uit dit huwelijk was de latere graaf Everhard IV. Na de dood van Antonia op 26 maart 1405 trouwde Everhard met Elisabeth van Neurenberg (1391-1429), (afspraak op 27 maart 1406, voltrekking pas in 1412). Uit dit huwelijk werd een dochter geboren: Elisabeth van Württemberg (1412–1476).
Zijn regeerperiode werd gekenmerkt door vredesverbonden met naburige vorstenhuizen en rijkssteden. Als voorbeelden hebben we het op 27 augustus 1395 gesloten verbond met veertien Opper-Zwabische steden en het Marbacher Verbond uit 1405. Een belangrijk militair gevolg was de overwinning op het Schlegel-Gesellschaft in 1395 bij Heimsheim. Everhards belangrijkste territoriale aanwinst was het graafschap Montbéliard (nu Montbéliard in het noorden van Franche-Comté in Frankrijk). Dit kwam door de verloving van zijn zoon en latere graaf Everhard IV met Henriëtte van Mömpelgard. Henriette was de erfdochter van graaf Hendrik van Mömpelgard. Everhard III regeerde in Mömpelgard tot 1409 en schonk het dan aan zijn zoon Everhard IV.